# 1990–1991-es magyar jégkorongbajnokság
Az 54. első osztályú jégkorong bajnokságban nyolc csapat indult el. A mérkőzéseket 1990. október 1. és 1991. április 30. között rendezték meg.

## Rájátszás végeredménye

### Felsőház
|    | Csapat            | M  | GY | D | V  | GK      | Pont |
| -- | ----------------- | -- | -- | - | -- | ------- | ---- |
| 1. | FTC               | 18 | 16 | 1 | 1  | 196-48  | 33   |
| 2. | Jászberényi Lehel | 18 | 14 | 2 | 2  | 138-58  | 30   |
| 3. | Újpest Dózsa I.   | 18 | 12 | 1 | 5  | 154-75  | 25   |
| 4. | Alba Volán        | 18 | 7  | 1 | 10 | 103-136 | 15   |

### Alsóház
|    | Csapat           | M  | GY | D | V  | GK     | Pont |
| -- | ---------------- | -- | -- | - | -- | ------ | ---- |
| 5. | Miskolci HC      | 18 | 10 | 1 | 7  | 102-90 | 21   |
| 6. | Népstadion SZE   | 18 | 5  | 1 | 12 | 83-147 | 11   |
| 7. | Újpest Dózsa II. | 18 | 2  | 1 | 15 | 74-161 | 5    |
| 8. | Sziketherm       | 18 | 2  | 0 | 16 | 64-199 | 4    |

## Helyosztók
Döntő: Ferencváros - Jászberényi Lehel 4-2 (0-3, 18-3, 3-2, 2-6, 7-2, 3-2)
Harmadik helyért: Újpest - Alba Volán 3-0 (6-3, 10-2, 9-3)
Ötödik helyért: Miskolc - Népstadion SZE 2-0 (7-3, 8-4)
Hetedik helyért: Újpest II - Sziketherm 2-0 (4-3, 5-3)

## A bajnokság végeredménye
1. Ferencvárosi TC

2. Jászberényi Lehel

3. Újpest Dózsa I.

4. Alba Volán

5. Miskolci HC

6. Népstadion Szabadidő Egyesület

7. Újpesti Dózsa II.

8. Sziketherm

## A Ferencváros bajnokcsapata
Borisz Alekszandrov, Bán Károly, Dobos Tamás, Horváth Csaba, Hudák Gábor, Juhász Zsolt, Kaltenecker István, Kiss Tibor, Alekszandr Kulikov, Mayer Zsolt, Miletics Csaba, Molnár János, Orbán György, Paraizs Ernő, Pindák László, Póznik György, Jurij Ricskov, Simon József, Szajlai László, Szabó István, Terjék István
Vezetőedző: Alekszandr Repnyev

## A bajnokság különdíjasai
- A legjobb kapus: Fekete Albert (Alba Volán)
- A legjobb hátvéd: Paraizs Ernő (FTC)
- A legjobb csatár: Kiss Tibor (FTC)
- A legjobb U18 játékos (Leveles Kupa): Jámbor Károly (Népstadion SZE)
- A legtechnikásabb játékos (Miklós Kupa): Ancsin János (UTE)
- A legjobb külföldi játékos: Alexander Kulikov (Jászberényi Lehel)

## Külső hivatkozások
- a Magyar Jégkorong Szövetség hivatalos honlapja